# Occitanska

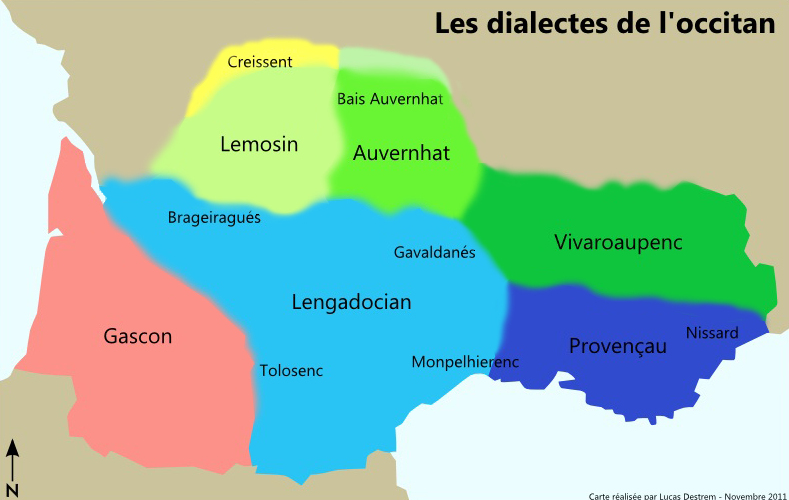
Occitanskans huvuddialekter

Occitanska (occitan eller lenga d'òc) är ett språk inom den galloromanska språkgruppen. Språkets närmaste släkting är katalanskan. Området där occitanska talats traditionellt kallas Occitanien och omfattar delar av södra Frankrike och mindre områden i norra Spanien. Skriven occitanska förekommer både i en standardvariant och i dialektala former, däribland provensalska och aranesiska.

## Exempel
Språkexempel från L'occitan sans peine av Alain Nouvel:
- Òc: Coma l'occitan es la lenga de l'Amor, la parlar vos serà agradiu, donc facil. (Ja, eftersom occitanskan är kärlekens språk kommer det att vara trevligt och därför lätt att lära sig.)
- Perqué es la lenga dels Trobadors, que lor civilisacion èra fondada sus l'Amor. (Därför att det är trubadurernas språk, vars civilisation var baserad på kärlek.)

## Språkhistoria
Det i Gallien talade latinet visar ganska tidigt en olikartad utveckling i söder och i norr, en olikhet som torde ha såväl kronologiska, etnologiska som politiska orsaker. Denna olikhet blir småningom allt större, och vid litteraturperiodens början talas i Gallien två romanska idiom med så pass olika karaktär, att de med rätta brukar betecknas som olika språk, i norr langue d'oïl (franskan), i söder langue d'oc (occitanskan). Benämningen hade att göra med hur gallo-romanerna uttalade de latinska orden hoc illi (två ord för "detta") vilka användes i betydelsen "ja". I norr utvecklades orden till oïl vilket i dag har formen oui på franska, medan den i söder utvecklades till oc. 
Denna indelning äger ännu i dag giltighet, även om franskans inflytande under tidernas lopp blivit allt starkare, så att occitanskan som talspråk nu existerar endast under form av en mängd olika patois, dialekter. Flera av dess dialekter kan klassas som egna språk, som till exempel gasconskan. Under medeltiden fanns det ingen klar språkgräns mellan occitanskan och katalanskan å ena sidan, och occitanskan och norditalienska dialekter å andra sidan, och det finns fortfarande stora likheter mellan till exempel katalanskan och occitanskan.
De medeltida trubadurerna kallade sitt språk langue romans eller romans. Namnet "provensal" framträder på 1200-talet och beror därpå, att ordet Provincia då började användas som beteckning för hela södra Frankrike med undantag av Gascogne. Idag har man dock övergått till att använda namnet "occitanska" för språket eller samlingen av språk beroende på hur man definierar dialekterna.
Som litteraturspråk tävlade occitanskan under 1100- och 1200-talen med franskan, men kom att sjunka i glömska efter 1200- och 1300-talens etniskt-religiösa konflikter (se albigenser), tills det under 1800-talet upplevde en renässans tack vare Feliberförbundet. Occitanska var nobelpristagaren Frédéric Mistrals språk.
Fram till 1900-talet talades occitanskan över större delen av den södra halvan av Frankrike. Under 1900-talet ledde dock den franska språkpolitiken till en successiv minskning av antalet talare och det är nu vanligt att endast den äldre generationen på landsbygden talar språket.

## Status
Occitanskan har idag ingen officiell status i Frankrike, men ingår i listan över Frankrikes språk. Antalet personer som förstår språket och talar det hjälpligt är betydligt större. Uppskattningsvis 2 miljoner talar språket och 10 miljoner förstår det.
Den occitanska dialekten aranesiska har sedan 2010 officiell status i Val d'Aran i nordvästligaste delen av spanska Katalonien. Detta är ett område norr om Pyrenéerna som alltid legat söder om gränsen mellan Frankrike och Spanien/Aragonien och som på grund av den oländiga terrängen inte blivit lika utsatt för påverkan från de större språken i söder.
År 1997 bildades Occitanska språkrådet (Conselh de la Lenga Occitana, CLO) och år 2008 grundades Occitanska språkakademin (Acadèmia de la Lengua Occitana).

## Språkgeografi
Gränsen mellan franskan och occitanskan bildas av en linje, som från Dordognes inflöde i Garonne böjer sig åt norr, inneslutande Limousin, en del av Marche och Auvergne, träffar Rhône något söder om Lyon, fortsätter i sydost till Alperna och följer dem ned till Medelhavet. Öster om Rhône delas gränsen av det arpitanska (frankoprovensalska) språkområdet i delar av Alperna.

## Skillnader mot franskan
De viktigaste drag varigenom provensalskan, sådan vi känner den genom det medeltida litteraturspråket, skiljer sig från franskan, är följande.
1. Fonetiska skillnader 
  - Vokalerna. Fritt betonat a som i franskan blir e (latinets "mare" → franskans "mer"), kvarstår i provensalskan, "mar". Det är efter denna väsentliga skillnad den ovan angivna gränsen är dragen. Fritt betonat öppet e och öppet o, som alltid diftongeras i franskan ("pedem" → "pied", "cor" → "cuer" → "coeur"), diftongeras i provensalskan endast under vissa villkor, särskilt då j följer pe, men "ferio" → "fier", "cor", men "folium" → "fuelh". Slutet betonat o och e, som i franskan ger "eu" och "oi" ("florem" → "fleur", "debere" → "devoir"), kvarstår i provensalskan ("flor", "dever"). Latinets "au", som i franskan blir o, kvarstår i provensalskan ("aurum" → franska "or", provensalska "aur"). Obetonat finalt a, som i franskan blir vokalmummel, kvarstår i provensalskan ("via" → franska "vie", provensalska "via"). Medan i franskan den posttoniska vokalen i latinska proparoxytona alltid faller, under det att finalvokalen kvarstår, är förhållandet i provensalskan i vissa fall motsatt. Exempel: "nascere"→ franska "naître", provensalska "naisser", "juvenem" → franska "jeune", provensalska "joven". Fallande diftonger samt triftonger, vilka i franskan reducerats, kvarstår i provensalskan, ("éu", "du", "éi", "iéu", "uéi" och så vidare). Inga nasalvokaler finns i provensalskan.
  - Konsonanterna. Intervokalt t, p, k, som i franskan försvinner ("vita" → "vie"), blir v ("sapere" → "savoir") och y ("plicare" > "ployer"), blir i provensalskan d ("vida"), b ("sober"] och g ("plegar"). Intervokalt d som i franskan försvinner ("laudare" → "louer"), blir i provensalskan s ("lauzar"). Intervokalt tr, dr, som i franskan blir ("patrem" → "père", "credere" → "croire"), blir i provensalskan ir ("paire", "creire"). S faller i franskan framför konsonant ("asinum" → "âne"), men kvarstår i provensalskan ("asne"). N, som i latinet var intervokalt, men i provensalskan till följd av finalvokalens fall blir finalt eller kommer att stå framför ett böjnings-s, kan vare sig falla eller kvarstå: "n instable" ("panem" → "pan" eller "pa", "panis" → "pans" eller "pas").
2. Morfologiska skillnader.
  - Deklinationssystemet följer i stort sett samma utveckling som i franskan. Inom konjugationen märks, att latinets pluskvamperfektum indikativ ("amaram" för "amaveram"), som i franskan gått förlorat, i provensalskan kvarlever med betydelse av konditionalis i såväl närvarande som förfluten tid ("amera" = "jag skulle älska", eller "jag skulle ha älskat"). Första konjugationens imperfektändelse "-abam" som i franskan ersatts av andra konjugationens "-ebam", kvarstår i provensalskans "amava", medan ändelsen i de övriga konjugationerna är "-ia" (av latinets "-iebam"). Med avseende på de starka verben märks, att perfekta av den så kallade debui-typen på fonetisk väg fått palatalslutande stammar ("debui" → franska "dus", provensalska 1. "dec", 2. "deguist", 3. "dec", 4. "deguém", 5. "deguetz", 6. "degron"; "habui" → franska "eus", provensalska 1. "aic", 2. "aguist", och så vidare).

Även om betydande dialektala skillnader rådde i södra Frankrike redan under medeltiden – då uppträdde limousinskan, gascogniskan, languedocdialekten, auvergniskan, dauphinédialekten och provensalskan som huvuddialekter – så visar trubadurernas språk en viss enhetlighet, även om det också bär tydliga drag av de respektive författarnas ursprung. Detta trubadurernas litterära språk tycks ha utgått från Limousin och dess gränstrakter, där den provensalska litteraturens vagga stått. Därför finner man också ofta ordet lemozi som beteckning för provensalskan i allmänhet.

## Jämförelse av ord
| Latin               | Arpitanska      | Franska    | Katalanska | Occitanska     | Italienska | Svenska     |
| ------------------- | --------------- | ---------- | ---------- | -------------- | ---------- | ----------- |
| clavis              | clâ             | clef / clé | clau       | clau           | chiave     | klav/nyckel |
| cantare             | chantar         | chanter    | cantar     | cantar         | cantare    | sjunga      |
| capra               | cabra / chiévra | chèvre     | cabra      | cabra          | capra      | get         |
| lingua              | lenga           | langue     | llengua    | lenga / lengua | lingua     | språk/tunga |
| nox, noctis         | nuet            | nuit       | nit        | nuèit / nuèch  | notte      | natt        |
| sapis               | savon           | savon      | sabó       | sabon          | sapone     | såpa/tvål   |
| sudare              | suar            | suer       | suar       | susar          | sudare     | svettas     |
| vitae               | via             | vie        | vida       | vida           | vita       | liv         |
| pacare              | payer           | payer      | pagar      | pagar          | pagare     | betala      |
| platea              | place           | place      | plaça      | plaça          | piazza     | plats/torg  |
| ecclesia            | églésé          | église     | església   | glèisa         | chiesa     | kyrka       |
| caseus (formaticum) | tôma / fromâjo  | fromage    | formatge   | formatge       | formaggio  | ost         |

## Dialekter
Bland nuvarande occitanska dialekter finner vi särskilt gascogniskan, som är så starkt skild från de övriga att den under medeltiden omtalas som ett eget språk. Utmärkande drag är bland annat att ll blir r intervokalt ("apellat" → "apere"), men blir d finalt ("sigillum" → "saied"), samt att initialt f blir h liksom i spanskan ("fidem" → "he"). 
En mellanställning mellan franska och occitanska intar de så kallade franko-provensalska dialekterna, som omfattar departementen Ain, Loire, Rhône, Isère, Savoie, Haute-Savoie samt delar av Jura, större delen av franska Schweiz, och till Savojen gränsande delar av Italien. På detta område kvarstår a som i occitanskan utom efter palatal, då det går till ie som i franskan ("mare" → "mar", men "circare" → "cherchier", "cherchi").